# Tomoplagia punctata
Tomoplagia punctata är en tvåvingeart som beskrevs av Aczel 1955. Tomoplagia punctata ingår i släktet Tomoplagia och familjen borrflugor. Inga underarter finns listade i Catalogue of Life.